# Renfe Operadora
|  | Aquest article tracta sobre Renfe Operadora creada el 2005. Vegeu-ne altres significats a «Red Nacional de los Ferrocarriles Españoles». |

Renfe Operadora (sorgida de l'antiga Red Nacional de los Ferrocarriles Españoles) és una empresa depenent del Ministeri de Transports i Mobilitat Sostenible d'Espanya dedicada al transport de passatgers i mercaderies per via fèrria.
L'empresa va ser creada l'1 de gener de 2005 com una escissió de RENFE, que es va separar en dos organismes separats (Renfe Operadora i ADIF) per tal de complir les directives europees sobre la liberalització del mercat del ferrocarril. Així doncs, Renfe Operadora és l'encarregada de l'explotació del transport i ADIF és l'organisme estatal gestor de les infraestructures (vies i estacions), que posa les regles del mercat exercint d'institució reguladora, i és la concessionària dels serveis als operadors (Renfe Operadora entre altres) en un teòric mercat de lliure competència sobre la infraestructura ferroviària espanyola.
Tradicionalment, Renfe ha ofert serveis en línies d'ample ibèric fins a la construcció de línies d'alta velocitat a Espanya d'ample estàndard, des de l'1 de gener de 2013 també gestiona els serveis de les vies estretes de l'antiga Feve, que es va dissoldre per concentrar en Renfe Operadora els serveis públics estatals.

## Serveis
Els serveis de Renfe Operadora es poden distingir en serveis d'altes prestacions (trens d'alta velocitat) o serveis de línies convencionals i a la vegada serveis de rodalia, mitjana distància o llarga distància:
- Renfe Rodalies (Astúries, Barcelona, Bilbao, Cadis, Madrid, Màlaga, Múrcia-Alacant, Cantàbria, Sant Sebastià, Saragossa, Tarragona, Sevilla, València, i ample mètric)
- Mitjana Distància Renfe:
  - diferents serveis convencionals (A, Ca, G, L i R).
  - Renfe Avant (trens d'alta velocitat).
  - serveis de via estreta de l'antiga Feve, des de l'1 de gener de 2013.
- Llarga Distància Renfe:
  - diferents serveis convencionals.
  - mixtos (trancorren per línies destinades a l'AVE i per línies convencionals).
  - Alta Velocitat Espanyola.

A més dels serveis a passatgers també disposa de Serveis de Mercaderia i Logística.

### LaRenfe Operadora a Catalunya

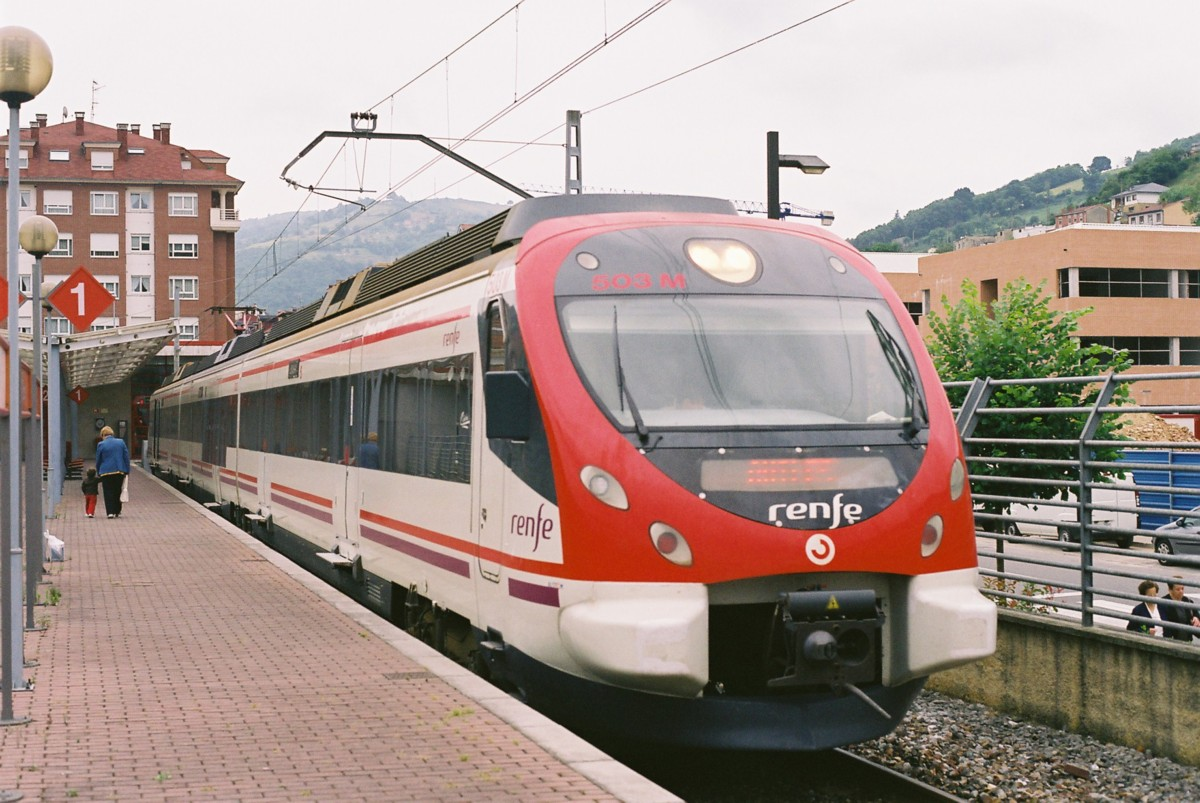
Unitat Civia

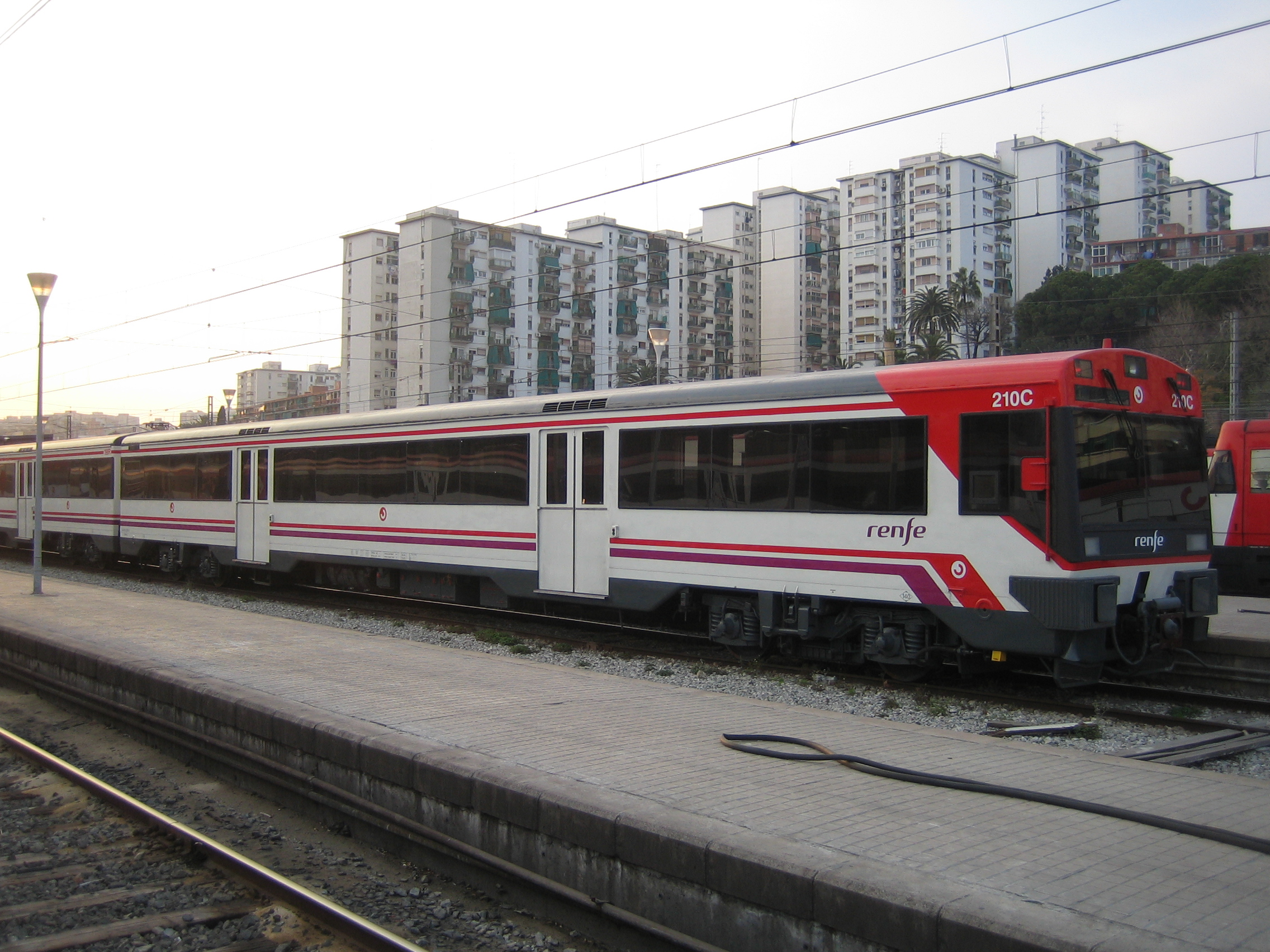
Serie 440 estacionat a L'Hospitalet de Llobregat

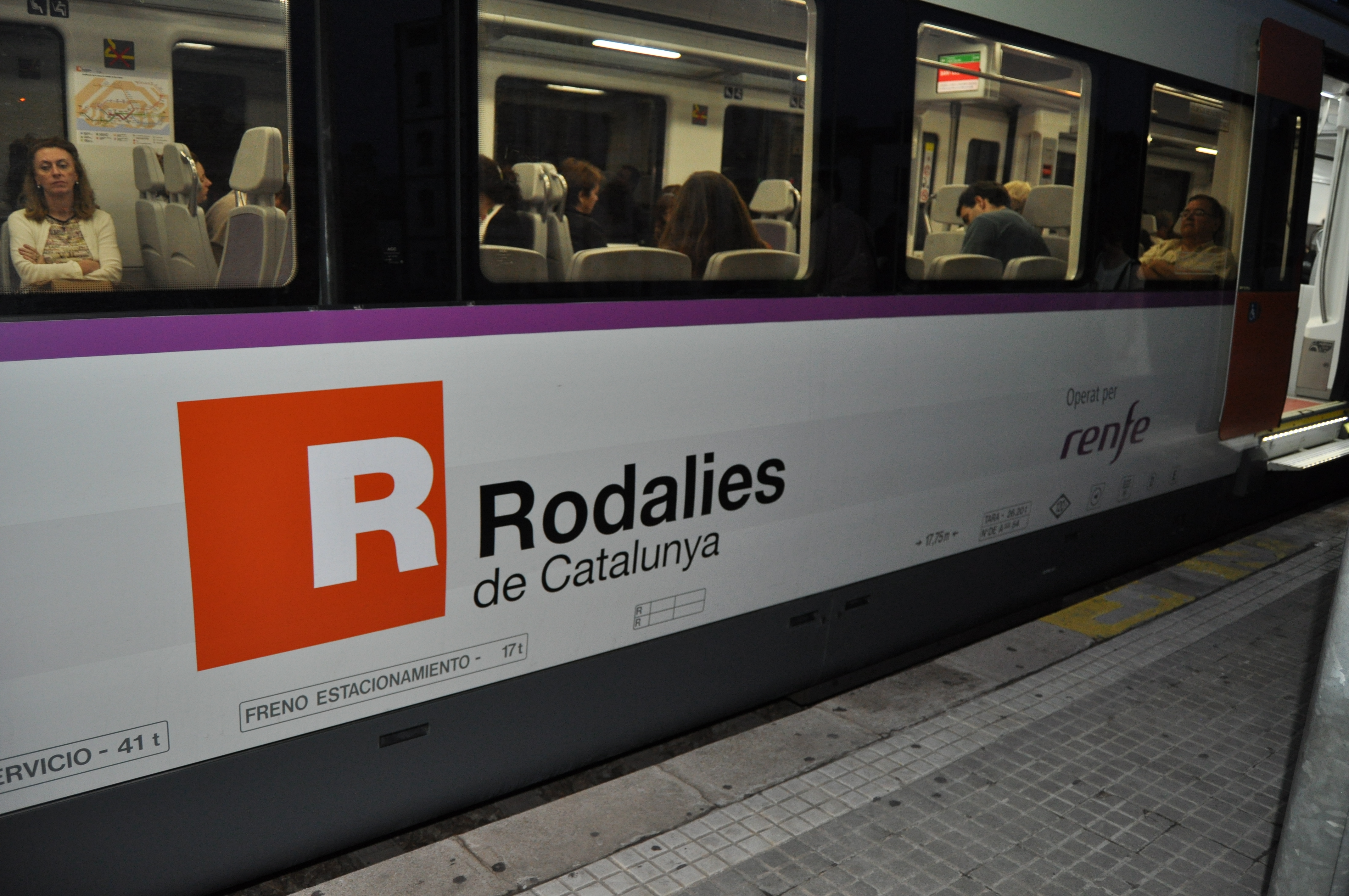
Logotip de Rodalies Catalunya a un Civia.

Les cinc línies de rodalia de Renfe operadora que travessen Barcelona i tota l'àrea metropolitana de Barcelona, funcionen com un metro "express", integrades tarifàriament i assolint altes freqüències en els trams comuns de diverses línies en hores punta. No obstant això, en general, les estacions no estan adaptades a les persones amb mobilitat reduïda i l'accessibilitat als combois és difícil.
Per altra banda, també hi ha un gran nombre de serveis regionals que enllacen Barcelona amb les poblacions més distants de la capital catalana, els quals també són àmpliament utilitzats per a realitzar desplaçaments intercomarcals, si bé la distribució radial de la xarxa ferroviària dificulta certs desplaçaments obligant a transbordar, en alguns casos, a Barcelona.

#### Línies de Renfe OperadoraRodalies
| Servei de rodalia de Barcelona |                           |                        | |                   |
|                                | Origen/Destinació         | Origen/Destinació      | Parades intermèdies | Article principal |
|                                | Molins de Rei             | Maçanet-Massanes       | L'Hospitalet de Llobregat · Plaça de Catalunya · Badalona · Mataró · Calella · Blanes                                            | Línia 1           |
|                                | Sant Vicenç de Calders    | Maçanet-Massanes       | Vilanova i la Geltrú · Castelldefels · Barcelona · Granollers Centre · Sant Celoni                                               | Línia 2           |
|                                | L'Hospitalet de Llobregat | Vic                    | Barcelona-Sants · Granollers-Canovelles · La Garriga                                                                             | Línia 3           |
|                                | Sant Vicenç de Calders    | Manresa                | Vilafranca del Penedès · Martorell · Molins de Rei · Barcelona-Sants · Sabadell · Terrassa                                       | Línia 4           |
|                                | BCN-Sant Andreu Arenal    | Cerdanyola-Universitat | Barcelona-Torre del Baró · Montcada Bifurcació · Montcada i Reixac-Manresa · Montcada i Reixac-Sta.Maria · Cerdanyola del Vallès | Línia 7           |
|                                | Martorell                 | Granollers Centre      | Castellbisbal · Cerdanyola Universitat · Mollet - Sant Fost                                                                      | Línia 8           |

| Servei de rodalia del Camp de Tarragona |                   |                   | |                   |
|                                         | Origen/Destinació | Origen/Destinació | Parades intermèdies | Article principal |
|                                         | Tarragona         | Reus              | Vila-seca | Línia 1           |
|                                         | Cambrils          | L'Arboç           | Salou · Port Aventura · Tarragona · Altafulla - Tamarit · Torredembarra · Sant Vicentç de Calders · El Vendrell · L'Arboç | Línia 2           |

| Servei de rodalia de Girona |                           |                   | |                   |
|                             | Origen/Destinació         | Origen/Destinació | Parades intermèdies                                                                                                   | Article principal |
|                             | L'Hospitalet de Llobregat | Figueres          | Plaça de Catalunya · Badalona · Mataró · Blanes · Maçanet-Massanes · Caldes de Malavella · Girona · Flaçà · Camallera | Línia 1           |

| Servei de rodalia de Lleida |                   |                           | |                   |
|                             | Origen/Destinació | Origen/Destinació         | Parades intermèdies | Article principal |
|                             | Lleida-Pirineus   | Cervera                   | Bell-lloc d'Urgell · Mollerussa · Golmés · Castellnou de Seana · Bellpuig · Anglesola · Tàrrega                                                       | Línia RL3         |
|                             | Lleida-Pirineus   | Terrassa Estació del Nord | Bell-lloc d'Urgell · Mollerussa · Golmés · Castellnou de Seana · Bellpuig · Anglesola · Tàrrega · Cervera · Calaf · Manresa · St. Vicenç de Castellet | Línia RL4         |

#### Línies deRenfe Mitjana Distància(Regionals)

Xarxa ferroviària de Catalunya (RENFE i FGC)

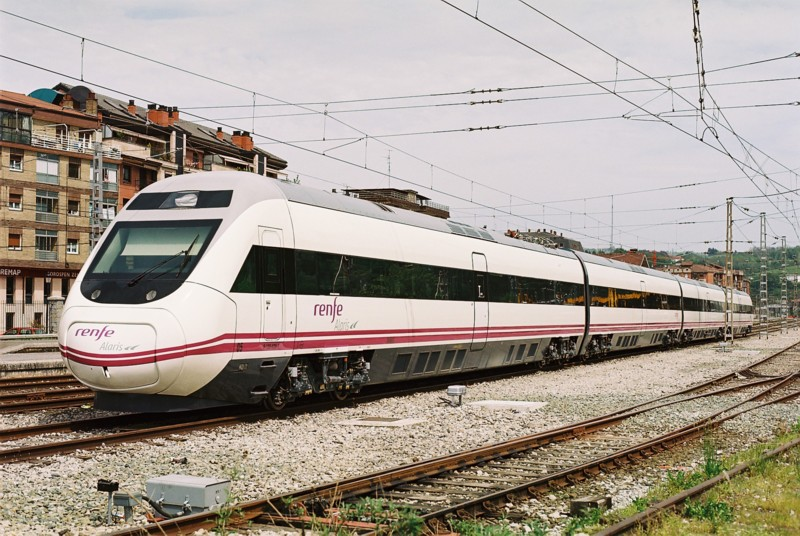
Classe 120

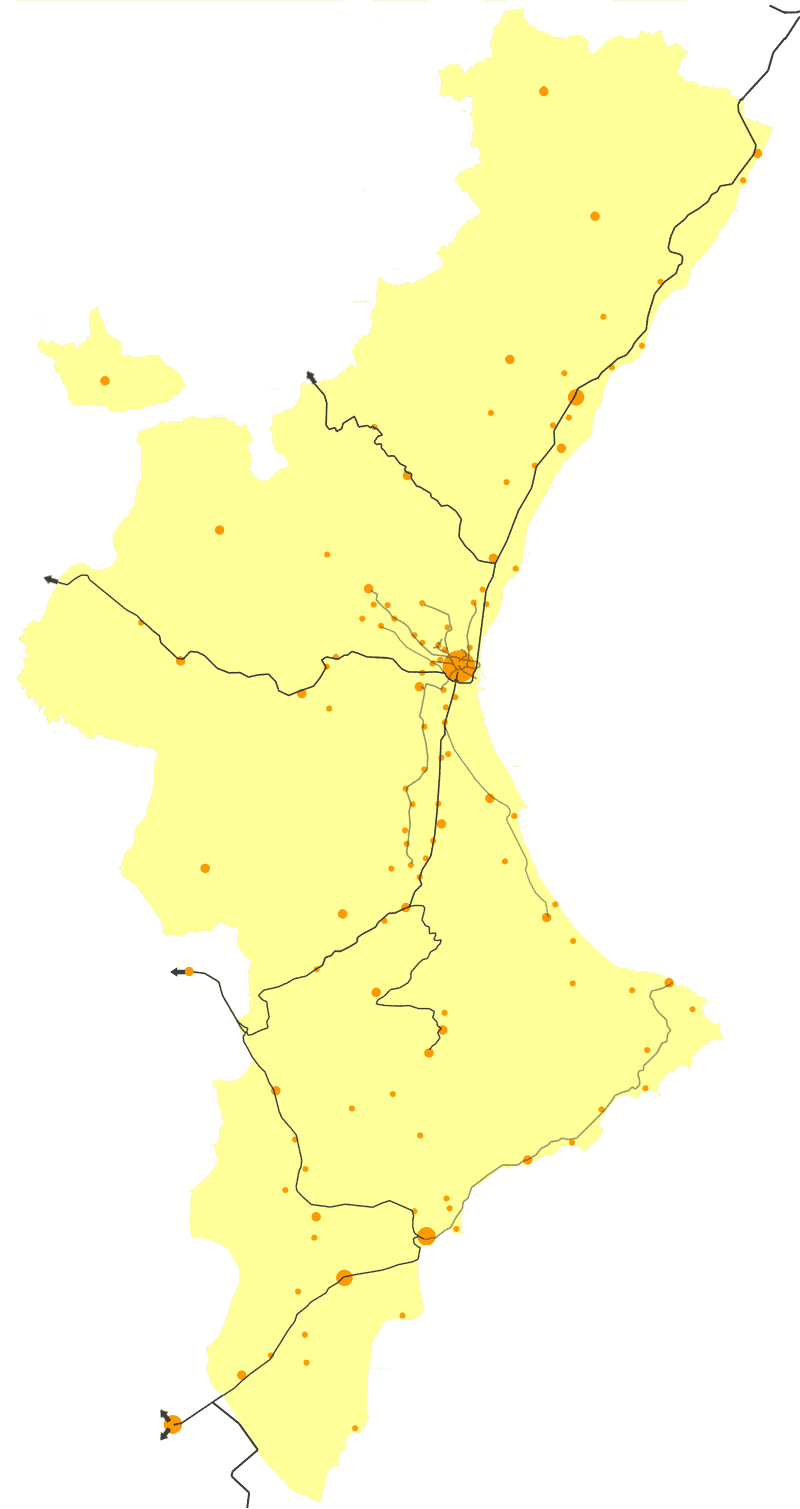
Trens regionals del País Valencià

| Serveis de regionals |                           |                                  |                                                             |
|                      | Origen/Destinació         | Origen/Destinació                | Parades intermèdies                                         |
|                      | Barcelona-Sants           | Portbou / Cervera de la Marenda  | Sant Celoni · Girona · Figueres                             |
|                      | Barcelona França          | Roda de Barà · Valls · Montblanc |                                                             |
|                      | Barcelona França          | Tarragona · Reus · Montblanc     |                                                             |
|                      | Barcelona França          | Riba-roja d'Ebre                 | Tarragona · Reus · Móra la Nova · Flix                      |
|                      | Barcelona França          | Tortosa                          | Tarragona · Salou · (expedicions a Vinaròs i València-Nord) |
| [ a 1 ]              | L'Hospitalet de Llobregat | La Tor de Querol                 | Ripoll · Ribes de Freser · La Molina · Puigcerdà            |
|                      | Barcelona França          | Saragossa-Delicias               | Tarragona · Reus · Riba-roja d'Ebre · Casp                  |
| [ a 2 ]              | Lleida Pirineus           | La Pobla de Segur                | Balaguer · Tremp                                            |
|                      | Lleida Pirineus           | Saragossa-Delicias               | Montsó                                                      |
| LAV Madrid-Barcelona |                           |                                  |                                                             |
| Avant                | Lleida Pirineus           | Barcelona-Sants                  | Camp de Tarragona                                           |

1. ↑  Aquesta línia fou traspassada a la U.N. de Rodalies Barcelona i es considera una prol·longació de la R3.
2. ↑  Aquesta línia fou traspassada a FGC però ADIF i Renfe operadora l'exploten mitjançant convenis i acords.[2]

### La Renfe alPaís ValenciàiMúrcia

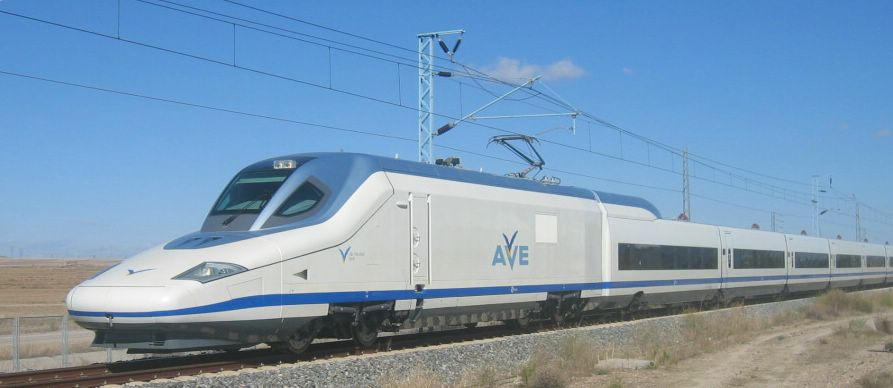
Talgo 350

Trens regionals i de rodalia del País Valencià

Al País Valencià hi ha 7 línies de rodalia Renfe Operadora, de les quals 6 pertanyen al nucli de València i 1 al nucli d'Alacant/Múrcia. Les 6 de València són:

#### Línies de Renfe OperadoraRodalies València
| Rodalies València     |                        |                                  |                     |                                                                                  |                   |
|                       | Origen/Destinació      | Origen/Destinació                | Parades intermèdies | Observacions                                                                     | Article principal |
| C1                    | València-Nord          | Gandia / Platja i Grau de Gandia | Silla · Cullera     | (via doble fins Cullera, electrificada)                                          | Línia 1           |
| C2                    | València-Nord          | Moixent                          | Alzira · Xàtiva     | (via doble, electrificada)                                                       | Línia 2           |
| C3                    | València - Sant Isidre | Utiel                            | Aldaia · Bunyol     | (via única, sene electrificar)                                                   | Línia 3           |
| C4                    | València - Sant Isidre | Xirivella - l'Alter              | -                   | (via única, sense electrificar)                                                  | Línia 4           |
| C5                    | València-Nord          | Caudiel                          | Sagunt · Segorbe    | (via doble electrificada fins Sagunt, via única sense electrificar fins Caudiel) | Línia 5           |
| C-6 Rodalies València | València-Nord          | Castelló de la Plana             | Sagunt · Vila-real  | (via doble electrificada)                                                        | Línia 6           |

1. ↑  Està previst que es desdoble el tram entre Cullera i Xeraco.
2. ↑  Via doble només fins a Xàtiva, de Xàtiva fins a Vallada via única, i de Vallada a Moixent, via doble.
3. ↑  A causa de les obres d'alta velocitat a la ciutat de València els trens de la línia 3 i 4 provisionalment ja no surten des de l'estació de València-Nord.
4. ↑  Està previst que es desdoble i electrifique fins a Bunyol, i posteriorment electrificar-se fins a Requena.
5. ↑  Aquesta línia desapareixerà quan entre en funcionament el metro que arriba a l'Aeroport.

#### Línies de Renfe OperadoraRodalies Alacant-Múrcia
La línia del nucli d'Alacant connecta Alacant amb Elx, Callosa, Oriola i Múrcia. És de via única i sense electrificar
| Rodalies Alacant-Múrcia |                   |                         |                                      |                            |
|                         | Origen/Destinació | Origen/Destinació       | Parades intermèdies                  | Observacions               |
| C1                      | Alacant Terminal  | Múrcia del Carme        | Oriola · Elx-Carrús · San Gabriel    |                            |
| C2                      | Múrcia del Carme  | Àguiles                 | Librilla · Lorca-Sutullena · Jaravía |                            |
| C3                      | Alacant Terminal  | Sant Vicent del Raspeig | Universitat d'Alacant                | Només hi ha tres estacions |

#### Línies deRenfe Mitjana Distància(Regionals)
| Mitjana Distància |                   |                           |                                                                        |                       |
| AP                | Origen/Destinació | Origen/Destinació         | Parades intermèdies                                                    | Observacions          |
|                   | València - Nord   | Cartagena                 | Xàtiva · Villena · Alacant · Múrcia                                    |                       |
|                   | Alacant Terminal  | Ciudad Real               | Villena · Almansa · Albacete · Alcázar de San Juan                     |                       |
|                   | València - Nord   | Ciudad Real               | Xàtiva · Albacete · Alcázar de San Juan                                |                       |
|                   | València - Nord   | Alcoi                     | Xàtiva                                                                 |                       |
|                   | València - Nord   | Madrid                    | Bunyol · Requena · Conca                                               |                       |
|                   | València - Nord   | Osca                      | Sagunt · Sogorb · Terol · Calamocha · Cariñena · Saragossa             |                       |
|                   | València - Nord   | Tortosa / Barcelona-Sants | Sagunt · Castelló · Vinaròs / les anteriors i a més: Salou · Tarragona | Línia Ca1 a Catalunya |

### Línies de carrilet
|                 |     | Recorregut                     |
| --------------- | --- | ------------------------------ |
| Regionals       | R1  | Ferrol-Oviedo-Gijón            |
| Regionals       | R2  | Oviedo-Santander               |
| Regionals       | R3  | Santander-Bilbao               |
| Regionals       | R4  | Lleó-Bilbao                    |
| Galícia         | F1  | Ferrol-Ortigueira              |
| Astúries        | F4  | Gijón-Cuideiru                 |
| Astúries        | F5  | Gijón-Llaviana                 |
| Astúries        | F6  | Oviedo-L'Infiestu              |
| Astúries        | F7  | Oviedo - San Esteban de Pravia |
| Astúries        | F8  | Caudal-Ayer                    |
| Cantàbria       | F1  | Santander - Cabezón de la Sal  |
| Cantàbria       | F2  | Santander-Liérganes            |
| País Basc       | F-1 | Bilbao-Balmaseda               |
| Castella i Lleó | F1  | Lleó-Guardo                    |
| Múrcia          | F1  | Cartagena - los Nietos         |

## Flota
La flota dividida en seccions segons el tipus de tren.

### Alta velocitat
- Sèrie 100
- Sèrie 102
- Sèrie 103
- Sèrie 104
- Sèrie 105
- Sèrie 112
- Sèrie 114
- Sèrie 120
- Sèrie 121
- Sèrie 130
- Sèrie 730

### Locomotores elèctriques
- Sèrie 251
- Sèrie 252
- Sèrie 253
- Sèrie 269

### Locomotores dièsel
- Sèrie 319
- Sèrie 333
- Sèrie 334

### Automotors elèctrics
- Sèrie 440
- Sèrie 442
- Sèrie 446
- Sèrie 447
- Sèrie 448
- Sèrie 449
- Sèrie 450
- Sèrie 451
- Sèrie 463
- Sèrie 464
- Sèrie 465
- Sèrie 470

### Automotors dièsel
- Sèrie 592
- Sèrie 594
- Sèrie 596
- Sèrie 598
- Sèrie 599